# Agateyte
Agateyte (del náhuatl: Akatekwtli ‘Señor del carrizo’) (¿? - c. 1528) fue un monarca prehispánico que gobernó el señorío nicarao de Tezoatega, ubicado en la región noroeste de Nicaragua, parte de la sociedad nahua que los nicaraos llamados Nicānāhuac, que significa "aquí se encuentra Anahuac" o "aquí rodeado de agua" en náhuatl. Su señorío eran al final de la época precolombina e inicio de la época colonial, cuyo poblado o plaza, pasó a ser conocido como El Viejo en el actual departamento de Chinandega.

## Etimología
El nombre correcto en lengua náhuatl de Agateyte es Akatekwtli, compuesto de akatl, 'carrizo', por extensión, 'cetro'; y de tekwtli, cuya metátesis hispanizada es teite, que expresa 'señor'. Akatekwtli, por lo tanto, quiere decir "El Señor de la Caña"  o "El Señor del Cetro".

## En los cronistas de Indias
El Capitán Gonzalo Fernández de Oviedo y Valdés (1478–1557), primer cronista del Nuevo Mundo, en su obra Historia general y natural de las Indias, islas y tierra firme del mar océano; Tercera Parte; Tomo IV; en el Libro XLII, y específicamente en el capítulo XI, titulado:
"En el que se tracta de los areytos é de otras particularidades de la gobernaçion de Nicaragua e sus anexos, é assimesmo de algunos ritos é çerimonias de aquella gente, demás e allende de los que la historia ha contado"... en su primer párrafo, relata lo siguiente:

Acostumbraron los antiguos (en el otoño) acabados de coger los fructos de la tierra , que se juntaban los hombres en los templos é haçian fiestas é sacrifiçios, habiendo plaçer á sí mesmos é honra á sus dioses. Pues luego, si tal costumbre ovo antigua , y entre gente de tanta raçon no es mucho que los indios lo hagan. É assi digo que en la plaça del caçique Viejo , que assi le llaman , porque él era muy viejo (ó yo le conosçí é hable), pero su proprio nombre fué Agateyte , é su plaça é señorio se decia Teçoatega, era uno de los mayores señores de aquella gobernaçion de Nicaragua , é tenia seys mill hombres de hecho de arco é flecha , é más de veynte mili vassallos entre hombres é mugeres chicos é grandes.